# Мішель Мезі
Мішель Мезі (фр. Michel Mézy, нар. 15 серпня 1948, Ег-Морт) — французький футболіст, що грав на позиції півзахисника. По завершенні ігрової кар'єри — тренер.
Виступав, зокрема, за клуби «Нім-Олімпік», «Лілль» та «Монпельє», а також національну збірну Франції.
Володар Кубка Франції (як тренер). Володар Кубка Інтертото (як тренер).

## Клубна кар'єра
У дорослому футболі дебютував 1965 року виступами за команду «Нім-Олімпік», у якій провів десять сезонів, взявши участь у 249 матчах чемпіонату. Більшість часу, проведеного у складі «Нім-Олімпіка», був основним гравцем команди.
Своєю грою за цю команду привернув увагу представників тренерського штабу клубу «Лілль», до складу якого приєднався 1975 року. Відіграв за команду з Лілля наступні два сезони своєї ігрової кар'єри. Граючи у складі «Лілля» також здебільшого виходив на поле в основному складі команди.
Протягом 1977—1979 років знову захищав кольори клубу «Нім-Олімпік».
У 1979 році перейшов до клубу «Монпельє», за який відіграв 3 сезони. Тренерським штабом нового клубу також розглядався як гравець «основи». Завершив професійну кар'єру футболіста виступами за команду «Монпельє» у 1982 році.

## Виступи за збірну
У 1970 році дебютував в офіційних матчах у складі національної збірної Франції.
Загалом протягом кар'єри в національній команді, яка тривала 4 роки, провів у її формі 17 матчів, забивши один гол.

## Кар'єра тренера
Розпочав тренерську кар'єру невдовзі по завершенні кар'єри гравця, 1985 року, очоливши тренерський штаб клубу «Монпельє».
У 1990 році став головним тренером команди «Монпельє», тренував команду з Монпельє один рік.
Згодом протягом 1994–1998 років очолював тренерський штаб клубу «Монпельє».
Протягом тренерської кар'єри також очолював команду «Нім-Олімпік».
Наразі останнім місцем тренерської роботи був клуб «Монпельє», головним тренером команди якого Мішель Мезі був з 1999 по 2002 рік.

## Титули і досягнення

### Як тренера
- Володар Кубка Франції (1):

«Монпельє»: 1989-1990
- Володар Кубка Інтертото (1):

«Монпельє»: 1999